# Betonica officinalis subsp. officinalis
Betonica officinalis subsp. officinalis es la subespecie autónima de Betonica officinalis perteneciente a la familia de las lamiáceas. Es originaria de Europa hasta el Cáucaso.

## Descripción
Tiene las flores de color rosa purpúreo y se producen en densas cabezas por encima de una espesa capa de hojas arrugadas. Las plantas alcanzan cerca de 50 cm de alto cuando está en flor a mediados de verano.

## Taxonomía
Betonica officinalis subsp. officinalis publicación desconocida.